# چارلی کالینز (بازیکن فوتبال)
چارلی کالینز (انگلیسی: Charlie Collins؛ زادهٔ ۲۲ نوامبر ۱۹۹۱) بازیکن فوتبال اهل بریتانیا است.
از باشگاه‌هایی که در آن بازی کرده‌است می‌توان به باشگاه فوتبال متروپولیتان پلیس، باشگاه فوتبال میلتون کینز دونز، باشگاه فوتبال کترینگ تاون، باشگاه فوتبال تاموورث، و باشگاه فوتبال آلدرشات تاون اشاره کرد.